# Innerwoud
Innerwoud is de Belgische eenmansband van contrabassist Pieter-Jan Van Assche. Aangezien hij enkel muziek maakt met zijn contrabas is de muziek erg spaarzaam en dronerig. Met behulp van pedalen creëert hij gelaagdheid en diepte in zijn composities.
Debuutalbum Mirre werd uitgebracht in 2015.
Voor de lancering van zijn debuutplaat trad hij op in Ancienne Belgique en in BOZAR.
In 2017 voorzag hij het voorprogramma van een akoestische set van Amenra in de Vooruit in Gent. In augustus 2019 stond hij met operasopraan Astrid Stockman op het podium van de Feeërieën in het Warandepark van Brussel.
In 2023 tourde hij mee als contrabassist en voorprogramma voor Amerikaanse artiest Steve Von Till.

## Discografie

### Studioalbums
- 2015 - Mirre (Consouling Sounds)
- 2018 - Haven (Consouling Sounds) - met Astrid Stockman
- 2022 - Furie (Consouling Sounds)
- 2025 - Dran (Consouling Sounds)

### Splitalbum
- 2017 - Treha Sektori / Innerwoud 10" (Consouling Sounds)